# آلن بورن
آلن بورن (انگلیسی: Alan Bourne; ۲۵ ژوئیهٔ ۱۸۸۲ – ۲۴ ژوئن ۱۹۶۷) فرد نظامی اهل بریتانیا بود. وی همچنین برندهٔ جوایزی همچون نشان حمام شده‌است.